# دوره پنجم مجلس شورای اسلامی
انتخابات پنجمین دوره مجلس شورای اسلامی، در ۱۸ اسفند ۱۳۷۴ برگزار گردید. در این دوره از انتخابات مجلس شورای اسلامی، علاوه بر جامعه روحانیت مبارز تهران و گروه‌های پیرو خط امام، حزب سیاسی تازه تأسیس جمعی از کارگزاران سازندگی ایران به رقابت پرداختند.
مجمع روحانیون مبارز در اعتراض به رد صلاحیت گسترده شورای نگهبان از ارائه لیست خودداری کرد.
در تاریخ ۱۲ خرداد ۱۳۷۵ نخستین جلسه مجلس پنجم برگزار شد. رئیس مجلس پنجم 
علی اکبر ناطق نوری و نائب رئیسان وی، حسن روحانی و محمدعلی موحدی کرمانی بودند.
علی اکبر ناطق نوری با اختلاف ۱۱ رای بیشتر از عبدالله نوری توانست به ریاست مجلس پنجم برسد.
محمدباقر نوبخت سخنگوی مجلس پنجم بود که در دولت یازدهم و دوازدهم معاون برنامه‌ریزی و نظارت راهبردی و سرپرست معاونت توسعه مدیریت و سرمایه انسانی رئیس‌جمهور در دولت حسن روحانی بود.
استیضاح عطاءالله مهاجرانی و برکناری عبدالله نوری در دولت محمد خاتمی توسط طیف اصولگرای مجلس پنجم صورت گرفت.